# Konkholma
Konkholma är en ö i Finland. Den ligger i Skärgårdshavet och i kommunen Sagu i den ekonomiska regionen  Åbo ekonomiska region i landskapet Egentliga Finland, i den sydvästra delen av landet. Ön ligger omkring 34 kilometer sydöst om Åbo och omkring 120 kilometer väster om Helsingfors.
Öns area är 5 hektar och dess största längd är 350 meter i sydväst-nordöstlig riktning.